# Žužemberk
Žužemberk (Seisenberg en alemán) es un municipio y localidad eslovena, situada en el sur del país, en la región estadística de Jugovzhodna Slovenija (Eslovenia Suroriental).

## Personajes célebres
- Johann von Auersperg Weikhard (1615-1677), Duque de Munsterberg.

## Galería

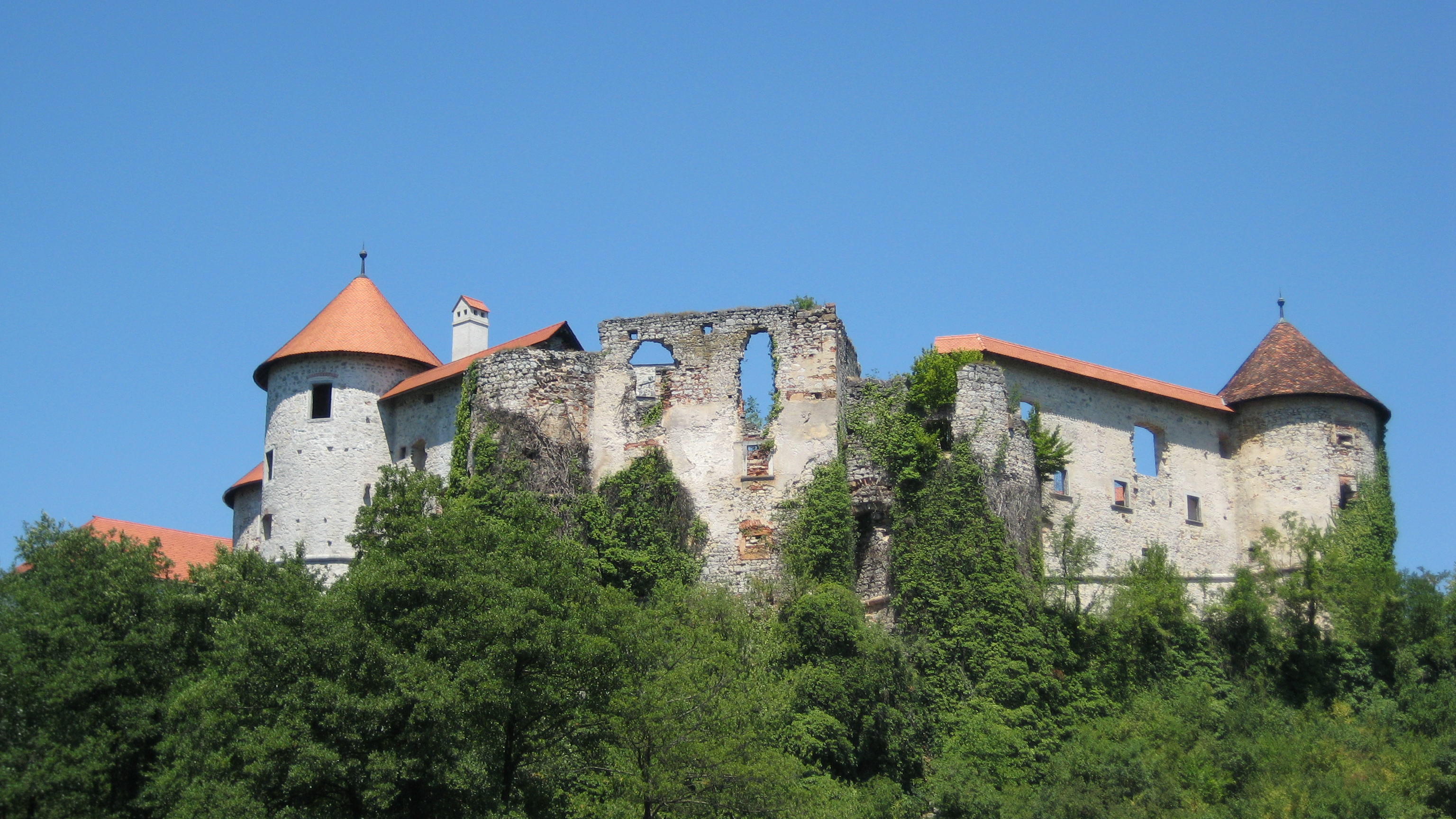
Castillo de Žužemberk
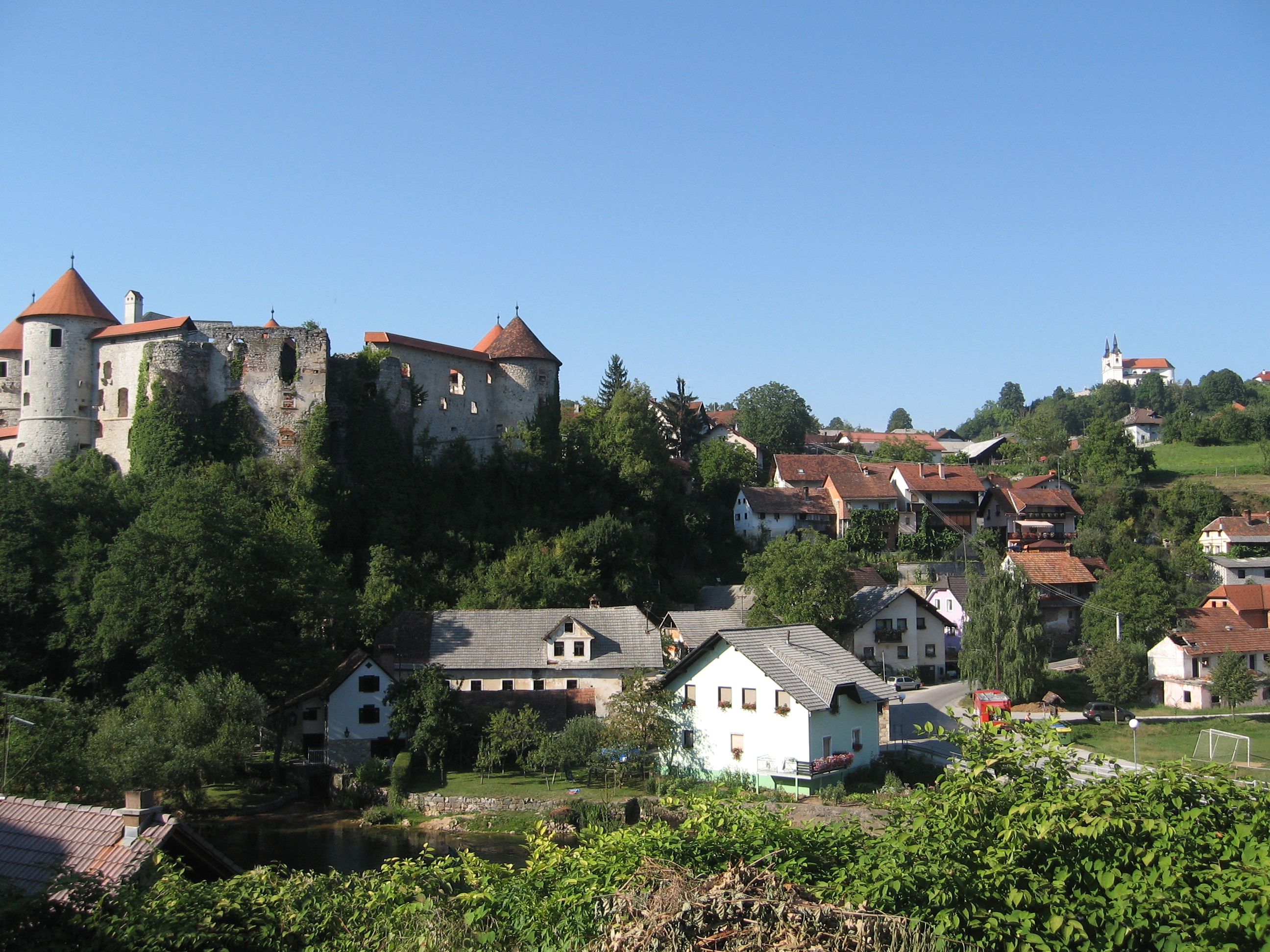
Castillo
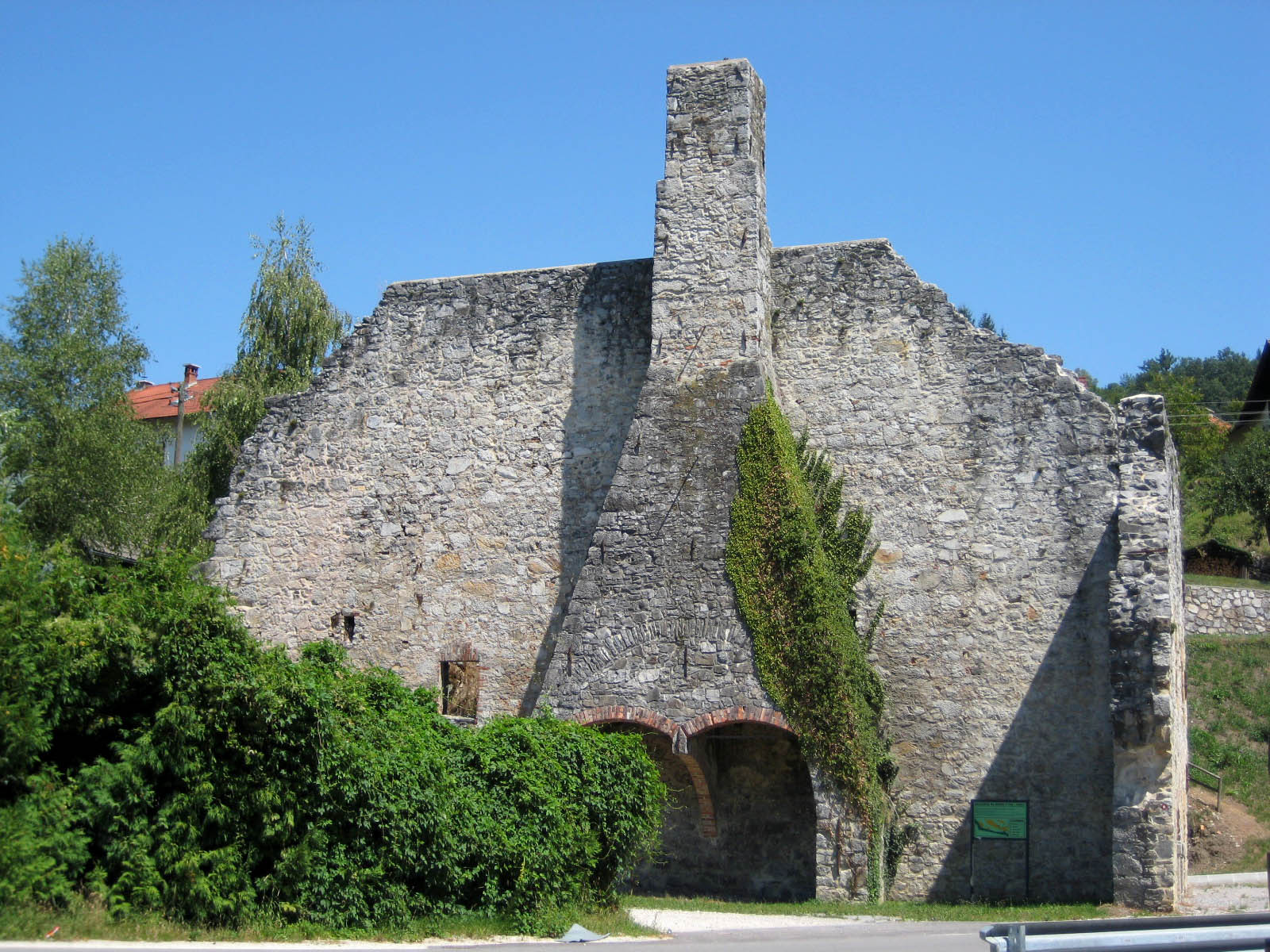
Auersperg